# برکه گرد (جاده درگهان-کوه‌ای)
برکه گرد (جاده درگهان-کوه‌ای) مربوط به اواخر دوره قاجار - دوره پهلوی اول است و در شهرستان قشم، ۲ کیلومتری جاده فرعی درگهان به کوه‌ای واقع شده و این اثر در تاریخ ۳۰ تیر ۱۳۸۴ با شمارهٔ ثبت ۱۲۲۸۴ به‌عنوان یکی از آثار ملی ایران به ثبت رسیده است.